# Millennium Actress
Millennium Actress (千年女優 Sennen Joyū?), conocida en Latinoamérica como Chiyoko, la actriz milenaria es una película de animación dirigida y escrita por el director japonés Satoshi Kon y producida por el estudio Madhouse. En España fue distribuida en DVD por Selecta Visión y también fue emitida en algunas cadenas de televisión.

## Argumento
El director de cine Tachibana decide hacer un documental sobre la vida de Chiyoko Fujiwara, una conocida y reverenciada actriz japonesa que se retiró misteriosamente de la profesión hace ya varias décadas. Tachibana encuentra a una envejecida Chiyoko en su residencia, y allí le empieza a contar su historia.

## Origen
Cuenta el cineasta, en un documental incluido en los extras del DVD, que ‘Millennium Actress’ surgió tras el éxito de ‘Perfect Blue’, cuando el productor Taruo Maki le pidió hacer otra película similar. La idea no era repetir el esquema del thriller, sino crear algo que tuviera el mismo espíritu y la misma ambigüedad. Maki quería otra fusión de realidad y fantasía, que diera como resultado una historia que no tuviera una sola lectura, que dependiera de cada uno y a la que se pudiera volver siempre para encontrar detalles nuevos. En otras palabras, encargaba a Kon un espectáculo audiovisual sorprendente, pero que mantuviera su fuerza intacta tras el primer visionado, tras el paso del tiempo. 
Satoshi Kon y el guionista Sadayuki Murai (con el que había trabajado en ‘Perfect Blue’) comenzaron a buscar ideas para la nueva película. Tenían claro que querían abarcar un gran espacio de tiempo y plasmar períodos relevantes de la historia de Japón, así que se les ocurrió (al parecer fue idea de Murai) que la protagonista fuera actriz, y aprovechar también para incluir homenajes al cine de su país (hay escenas de ‘Trono de Sangre’ o ‘Godzilla’). De esta forma, a través de su vida y su trabajo, sus películas, podían abarcar diferentes realidades, no tenían límites y podían llevar a la protagonista a donde quisieran. Había que buscar la motivación principal de esta mujer, lo que la arrastra a su extraordinario viaje, y crear un misterio que mantuviera en vilo al público, pendiente de la resolución. En la primavera de 1998 ya tenían listo un primer borrador del guion, pero la película no estaría acabada hasta 2001.

## Análisis
La historia de Chiyoko tiene una doble dimensión: su propia biografía, envuelta en los terribles sucesos del Japón de la Segunda Guerra Mundial y la posguerra; y la historia de sus personajes en las películas, desde la Edad Media japonesa hasta el futuro de los viajes interestelares. Pero todas las historias de Chiyoko se basan en la búsqueda y en la pérdida del amor, y en sus reencuentros ocasionales.

## Premios
- Premio Orient Express en el Festival de Cine de Sitges del 2001.
- Mejor película Fant-Asia 2001
- Mejor película Mainichi Film 2002